# Georg Caspar Wecker
Georg Caspar Wecker (pokřtěn 2. dubna 1632 Norimberk – 20. dubna 1695 tamtéž) byl německý barokní varhaník a hudební skladatel. Dnes je znám především jako jeden z prvních učitelů Johanna Pachelbela.

## Život
Wecker se narodil a prakticky celý život strávil v Norimberku. Základní hudební vzdělání získal u svého otce Johanna a již ve věku 15 let hrál veřejně na chrámové varhany. Od roku 1651 sloužil jako varhaník v kostele sv. Walpurgy, v roce 1654 se stal varhaníkem v chrámu Frauenkirche a o čtyři léta později v Egidienkirche, což bylo třetí nejvýznamnější místo tohoto druhu ve městě. Zde pobyl 28 let, až konečně se dočkal postavení varhaníka v hlavním norimberském chrámu té doby, kostele sv. Sebalda. Toto místo zastával až do své smrti v roce 1695.

## Dílo
Byl vyhledávaným učitelem hry na klávesové nástroje a kompozice. Mezi jeho žáky vynikli zejména Johann Krieger a Johann Pachelbel. Z jeho skladatelské činnosti se dochovalo jen velmi málo: několik kantát, přibližně 40 písní a varhanní fuga.

### Vokální
- XVIII Geistliche Concerten
- Fürst Augustus, dessen gleichen, wir in unserm teutschen Kreiss (novoroční gratulace pro vévodu Augusta Brunswick-Lüneburg, 1622)
- Pohřební písně:
  - Gute Nacht! es ist vollendt (Sulzbach, 1670)
  - Nebel, Schatten, Dampf und Rauch (1672)
- Písně ve sbírkách:
  - J.C. Arnschwanger: Neue geistliche Lieder (1659)
  - J. Saubert: Nürnbergisches Gesang-Buch (1676)
  - H. Müller: Der geistlichen Erquick-Stunden (1691)
- Allein Gott in der Höh sey Ehr
- Laetatus sum
- O Herr hilf

### Instrumentální
- Fuga ve sbírkách A.G. Ritter: Zur Geschichte des Orgelspiels (Leipzig, 1884) a P. Rubardt, ed.: Sechs Fugen des 17. und 18. Jahrhunderts (Halle, 1951)
- 8 jiných chrámových skladeb